# Le Glèbe
Le Glèbe là một đô thị trong huyện Sarine thuộc bang Fribourg ở Thụy Sĩ. Đô thị này được lập ngày 1 tháng 1 năm 2003 thông qua việc hợp nhất Estavayer-le-Gibloux, Rueyres-Saint-Laurent, Villarlod, và Villarsel-le-Gibloux.